# Conus pauperculus
Conus pauperculus é uma espécie de gastrópode do gênero Conus, pertencente a família Conidae.